# Bandenboot
De Bandenboot is een kunstobject uit 1974 van Robert Jasper Grootveld (1932-2009) in de wijk Oostelijke Eilanden in Amsterdam.
Het werk werd gemaakt in opdracht van de gemeente Amsterdam als speeltoestel voor kinderen en omvat 225 autobanden, bijeengehouden door kettingen. Aanvankelijk stond het op Wittenburg. Van 1982 tot 2009 stond het opgesteld op een veld bij de Oostenburgerdwarsstraat en de Nieuwe Oostenburgerstraat, dat toen wel "het Grootveld" werd genoemd, sinds 2015 is hier het Touwbaanpark. In 2008 werd het als speelwerktuig afgekeurd door de Nederlandse Voedsel- en Warenautoriteit en mede daarom is het in 2009 verwijderd, waarna het enkele jaren opgeslagen is geweest.
Begin oktober 2012 heeft de Bandenboot een plek gekregen op palen in het water van de Wittenburgervaart, naast de Ezelsbrug bij de Oostenburgerdwarsstraat.
Andere boten van Grootveld haalden het niet. Grootveld was begin jaren zeventig uitgebreid bezig met boten. Zo had hij zijn "Magische Schip", ook wel "Phrya", dat was gebouwd uit afval dat hij in en om de Oostelijke Eilanden had verzameld en op een eigen werfje had opgebouwd. Deze boot stond destijds bekend bij de gemeentereiniging als kunstobject, maar toen het vaste personeel op vakantie was, werd de boot toch uit elkaar getrokken. Het casco bleef bewaard en Grootveld mocht opnieuw beginnen. Een ander schip "Tand des Tijds", opnieuw gebouwd uit afval, kreeg te maken met een verbod van burgemeester Wim Polak, Grootvelds werf was illegaal verklaard en alles moest weg. Het schip zou versleept worden naar Friesland maar kapseisde achter een sleepboot bij Marken.